# 跳線
跳线是用于连接电路上两需求点的金属设备，用于电气连接。
对于电路板设计中提及到的跳线，指短距离的连接线，类似于飞线。是一种在印刷电路板（PCB）设计时，无法通过PCB布线使得需要连通的两点通过PCB铜箔连接，或PCB铜箔连接无法达到电气参数要求，或PCB已生产出来后发现设计上的缺陷需要弥补而采用含有绝缘层的导线。
还指由一些针脚所组成的在PCB上的元器件，一般包括一个或多个短接器，用来连接这些针脚。最为常用的比如电子计算机主板CMOS跳线是用来清除CMOS芯片的数据的，使用时把短接器链接相应针脚。当然有的跳线有多个针脚多个短接器，其连接不同的针脚以实现不同功能的切换。
另一含义是指电路板上特意设计的靠得很近的两金属接点，是为方便更改电路功能而设计的。

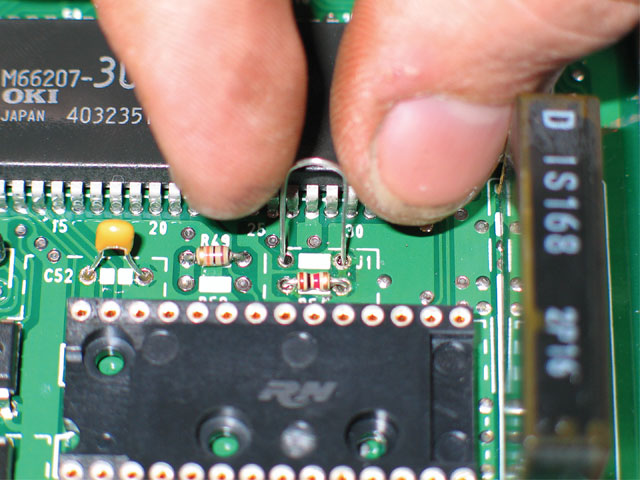
跳线种类之一

## 另見
- 麵包板
- DIP開關